# Peter Lawford

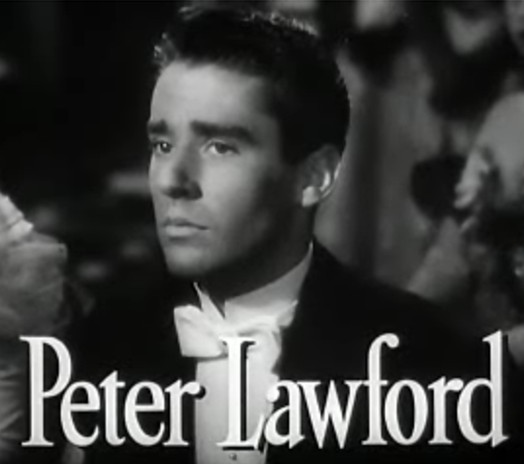

Peter Lawford (n. 7 septembrie 1923 – d. 24 decembrie 1984) a fost un actor englez de film.

## Filmografie
| An   | Film                                     | Rol                                   | Note                                                 |
| ---- | ---------------------------------------- | ------------------------------------- | ---------------------------------------------------- |
| 1930 | Poor Old Bill                            | Horace                                |                                                      |
| 1931 | A Gentleman of Paris                     | Child                                 | Uncredited                                           |
| 1938 | Lord Jeff                                | Benny Potter                          |                                                      |
| 1942 | Mrs. Miniver                             | Pilot                                 | Uncredited                                           |
| 1942 | Eagle Squadron                           | Pilot                                 |                                                      |
| 1942 | A Yank At Eton                           | Ronnie Kenvil                         |                                                      |
| 1942 | Thunder Birds                            | English Cadet                         | Uncredited Alternative title: Soldiers of the Air    |
| 1942 | Junior Army                              | Cadet Wilbur                          |                                                      |
| 1942 | Random Harvest                           | Soldier                               | Uncredited                                           |
| 1943 | Immortal Sergeant                        | Soldier                               | Uncredited                                           |
| 1943 | London Blackout Murders                  | Percy - Soldier on Train              | Uncredited                                           |
| 1943 | Assignment in Brittany                   | Navigator                             | Uncredited                                           |
| 1943 | The Purple V                             | Roger                                 |                                                      |
| 1943 | Above Suspicion                          | Student                               | Uncredited                                           |
| 1943 | Pilot No. 5                              | British Soldier                       | Uncredited                                           |
| 1943 | The Sky's the Limit                      | Naval Commander                       | Uncredited                                           |
| 1943 | The Man from Down Under                  | Mr. Jones                             | Uncredited                                           |
| 1943 | Someone to Remember                      | Joe Downes                            | Alternative title: Gallant Thoroughbred              |
| 1943 | The West Side Kid                        | Jerry Winston                         |                                                      |
| 1943 | Sahara                                   | British soldier                       | Uncredited                                           |
| 1943 | Sherlock Holmes Faces Death              | Sailor                                | Uncredited                                           |
| 1943 | Corvette K-225                           | Naval Officer                         | Uncredited                                           |
| 1943 | Paris After Dark                         | Frenchman                             | Uncredited                                           |
| 1943 | Flesh and Fantasy                        | Pierrot (Episode 1)                   | Uncredited                                           |
| 1943 | Girl Crazy                               | Student                               | Uncredited                                           |
| 1944 | The Adventures of Mark Twain             | Young Oxford Celebrant                | Uncredited                                           |
| 1944 | The White Cliffs of Dover                | John Ashwood II as a Young Man        |                                                      |
| 1944 | The Canterville Ghost                    | Anthony de Canterville                |                                                      |
| 1944 | Mrs. Parkington                          | Lord Thornley                         |                                                      |
| 1945 | The Picture of Dorian Gray               | David Stone                           |                                                      |
| 1945 | Son of Lassie                            | Joe Carraclough                       |                                                      |
| 1945 | The Ziegfeld Follies                     | Porky in "Number Please" (Voice)      | Uncredited                                           |
| 1945 | Perfect Strangers                        | Introduction - USA Version            | Uncredited Alternative title: Vacation from Marriage |
| 1946 | Two Sisters from Boston                  | Lawrence Tyburn Patterson, Jr.        |                                                      |
| 1946 | Cluny Brown                              | Andrew Carmel                         |                                                      |
| 1947 | My Brother Talks to Horses               | John S. Penrose                       |                                                      |
| 1947 | It Happened in Brooklyn                  | Jamie Shellgrove                      |                                                      |
| 1947 | Good News                                | Tommy Marlowe                         |                                                      |
| 1948 | On an Island with You                    | Lawrence Kingsley                     |                                                      |
| 1948 | Easter Parade                            | Jonathan Harrow III                   |                                                      |
| 1948 | Julia Misbehaves                         | Ritchie Lorgan                        |                                                      |
| 1949 | Little Women                             | Theodore "Laurie" Laurence            |                                                      |
| 1949 | The Red Danube                           | Major John "Twingo" McPhimister       |                                                      |
| 1950 | Please Believe Me                        | Jeremy Taylor                         |                                                      |
| 1951 | Royal Wedding                            | Lord John Brindale                    | Alternative title: Wedding Bells                     |
| 1952 | Just This Once                           | Mark MacLene                          |                                                      |
| 1952 | Kangaroo                                 | Richard Connor                        | Alternative title: The Australian Story              |
| 1952 | You for Me                               | Tony Brown                            |                                                      |
| 1952 | The Hour of 13                           | Nicholas Revel                        |                                                      |
| 1953 | Rogue's March                            | Capt. Dion Lenbridge/Pvt. Harry Simms |                                                      |
| 1954 | It Should Happen to You                  | Evan Adams III                        |                                                      |
| 1959 | Never So Few                             | Capt. Grey Travis                     | Alternative title: Campaign Burma                    |
| 1960 | Ocean's 11                               | Jimmy Foster                          |                                                      |
| 1960 | Exodus                                   | Major Caldwell                        |                                                      |
| 1962 | Sergeants 3                              | Sgt. Larry Barrett                    |                                                      |
| 1962 | Advise & Consent                         | Senator Lafe Smith                    |                                                      |
| 1962 | The Longest Day                          | Brigadier Lord Lovat                  |                                                      |
| 1963 | Johnny Cool                              | –                                     | Executive producer                                   |
| 1964 | Dead Ringer                              | Tony Collins                          | Alternative title: Dead Image                        |
| 1965 | Sylvia                                   | Frederic Summers                      |                                                      |
| 1965 | Harlow                                   | Paul Bern                             |                                                      |
| 1965 | Billie                                   | –                                     | Executive producer                                   |
| 1966 | The Oscar                                | Steve Marks                           |                                                      |
| 1966 | A Man Called Adam                        | Manny                                 |                                                      |
| 1967 | Dead Run⁠(fr)[traduceți]                  | Stephen Daine                         | Alternative title: Geheimnisse in goldenen Nylons    |
| 1968 | Salt and Pepper                          | Christopher Pepper                    | Executive producer                                   |
| 1968 | Skidoo                                   | The Senator                           |                                                      |
| 1968 | Buona Sera, Mrs. Campbell                | Justin Young                          |                                                      |
| 1969 | Quarta parete                            | Papá Baroni                           |                                                      |
| 1969 | Hook, Line & Sinker                      | Dr. Scott Carter                      |                                                      |
| 1969 | The April Fools                          | Ted Gunther                           |                                                      |
| 1970 | One More Time                            | Christopher Pepper/Lord Sydney Pepper | Executive producer                                   |
| 1970 | Togetherness                             | Prince Solomon Justiani               |                                                      |
| 1971 | Clay Pigeon                              | Government Agent                      | Alternative title: Trip to Kill                      |
| 1972 | They Only Kill Their Masters             | Campbell                              |                                                      |
| 1974 | That's Entertainment!                    |                                       |                                                      |
| 1975 | Rosebud                                  | Lord Carter                           |                                                      |
| 1976 | Won Ton Ton, the Dog Who Saved Hollywood | Slapstick Star                        |                                                      |
| 1979 | Angels Revenge                           | Burke                                 | Alternative title: Angels' Brigade Seven from Heaven |
| 1981 | Body and Soul                            | Big Man                               |                                                      |
| 1983 | Where Is Parsifal?                       | Montague Chippendale                  |                                                      |

| Year      | Title                                    | Role                               | Notes                                                                  |
| --------- | ---------------------------------------- | ---------------------------------- | ---------------------------------------------------------------------- |
| 1953      | General Electric Theater                 | John                               | Episode: "Woman's World"                                               |
| 1953–1954 | The Ford Television Theatre              | Various roles                      | 3 episodes                                                             |
| 1954–1955 | Dear Phoebe                              | Bill Hastings                      | 32 episodes                                                            |
| 1954–1957 | Schlitz Playhouse of Stars               | Various roles                      | 3 episodes                                                             |
| 1955      | Jane Wyman Presents The Fireside Theatre | Stephen                            | Episode: "Stephen and Publius Cyrus"                                   |
| 1955      | Alfred Hitchcock Presents                | Charlie Raymond                    | Episode: "The Long Shot"                                               |
| 1955      | Screen Directors Playhouse               | Tom Macy                           | Episode: "Tom and Jerry"                                               |
| 1956      | Playhouse 90                             | Willis Wayde                       | Episode: "Sincerely, Willis Wade"                                      |
| 1956–1957 | Studio 57                                | Various roles                      | 2 episodes                                                             |
| 1957      | Producers' Showcase                      | Lord Brinstead                     | Episode: "Ruggles of Red Gap"                                          |
| 1957      | Climax!                                  | Tom Welles                         | Episode: "Bait For the Tiger"                                          |
| 1957–1959 | The Thin Man                             | Nick Charles                       | 72 episodes                                                            |
| 1958      | The Bob Cummings Show                    | Himself                            | Episode: "Bob Judges a Beauty Pageant"                                 |
| 1959      | Goodyear Theatre                         | Major John Marshall                | Episode: "Point of Impact"                                             |
| 1961      | The Jack Benny Program                   | Lord Milbeck                       | Episode: "English Sketch"                                              |
| 1962      | Theatre '62                              | Glen Morley                        | Episode: "The Farmer's Daughter"                                       |
| 1965      | The Alfred Hitchcock Hour                | Ernie Mullett                      | Episode: "Crimson Witness"                                             |
| 1965      | Profiles in Courage                      | General Alexander William Doniphan | Episode: "General Alexander William Doniphan"                          |
| 1965      | Bob Hope Presents the Chrysler Theatre   | Lt. Philip Cannon                  | Episode: "March From Camp Tyler"                                       |
| 1966      | Run for Your Life                        | Larry Carter                       | Episode: "Carnival Ends at Midnight"                                   |
| 1966      | The Wild Wild West                       | Carl Jackson                       | Episode: "The Night of The Returning Dead"                             |
| 1967      | How I Spent My Summer Vacation           | Ned Pine                           | Television film                                                        |
| 1967      | I Spy                                    | Hackaby                            | Episode: "Get Thee to a Nunnery"                                       |
| 1971      | A Step Out of Line                       | Art Stoyer                         | Television film                                                        |
| 1971      | The Virginian                            | Ben Hunter                         | Episode: "The Town Killer"                                             |
| 1971      | Ellery Queen: Don't Look Behind You      | Ellery Queen                       | Television film                                                        |
| 1971–1973 | The Doris Day Show                       | Dr. Peter Lawrence                 | 8 episodes                                                             |
| 1972      | Bewitched                                | Harrison Woolcott                  | Episode: "Serena's Richcraft"                                          |
| 1974      | The Phantom of Hollywood                 | Roger Cross                        | Television film                                                        |
| 1974      | Born Free                                | John Forbes                        | Episode: Pilot                                                         |
| 1977–1982 | Fantasy Island                           | Various roles                      | 4 episodes                                                             |
| 1978      | Hawaii Five-O                            | Kenneth Kirk                       | Episode: "Frozen Assets"                                               |
| 1979      | The Love Boat                            | Teddy Smith                        | Episode: "Murder on the High Seas/Sounds of Silence/Cyrano de Bricker" |
| 1979      | Highcliffe Manor                         | Narrator                           | 6 episodes                                                             |
| 1979      | Supertrain                               | Quentin Fuller                     | Episode: "A Very Formal Heist"                                         |
| 1979      | Mysterious Island of Beautiful Women     | Gordon Duvall                      | Television film                                                        |
| 1981      | The Jeffersons                           | Museum Guide (Voice)               | Episode: "The House That George Built"                                 |